# Никорцминда

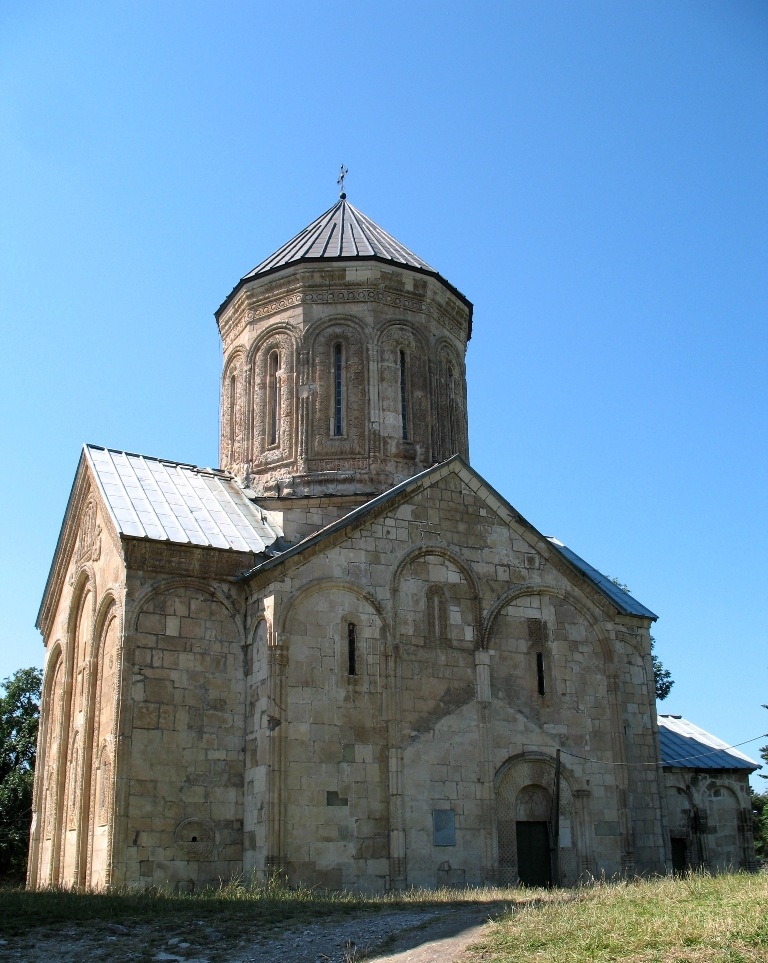
Собор в Никорцминда, северный фасад

Никорцми́нда (груз. ნიკორწმინდის ტაძარი) — собор Грузинской Православной Церкви, расположенный в грузинской исторической области Рача. Находится в 14 км к юго-западу от города Амбролаури. Внутри собора росписи датированные XVI—XVII веками. На фасадах храма богатейшая резьба по камню.

## История
Сооружен в 1010—1014 годах, во время царствования Баграта III и был отремонтирован в 1534 году царём Багратом III из Имерети. Трёхэтажная колокольня рядом с собором была построена во второй половине XIX века.

## Архитектура
Собор в Никорцминда представляет собой в плане крестово-купольный храм. Купол лежит на барабане, который имеет 12 окон с аркатурным поясом и декоративным архитравом. Барабан покоится на шести парусах. К подкупольному пространству примыкают пять апсид, а массивный купол лежит на полуколоннах. Алтарная апсида и примыкающий к подкупольному объёму западный рукав создают большое внутреннее пространство. Притворы с юга и запада пристроены позднее, но тоже в XI в. Интерьер украшен фресками XVII века и богатым орнаментом.
Наружное очертание плана — крестообразное. Камни из которых выложены фасады гладко отёсаны.

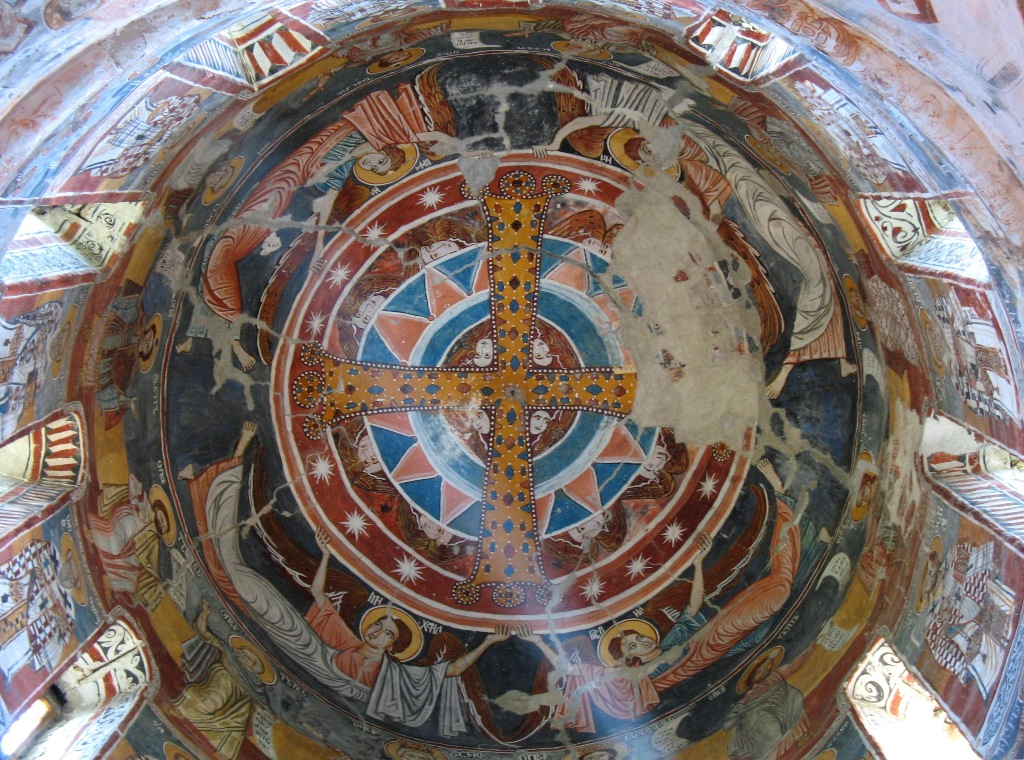
Роспись купола и барабана, Собор в Никорцминда XVI-XVII вв.

## Декор
Наружные украшения стен представляют собой аркатурный пояс, разнообразные резные орнаменты и многофигурные барельефные композиции — Преображения Господня, Судного дня, Воздвижения Креста Господня, фигур святых, фантастических животных — образуя продуманную изобразительную программу.
Декор собора в Никорцминда — один из самых красивых среди грузинских церквей. Здесь можно увидеть соединение нескольких различных художественных стилей, что говорит о свободе выбора мотива и манеры исполнения.

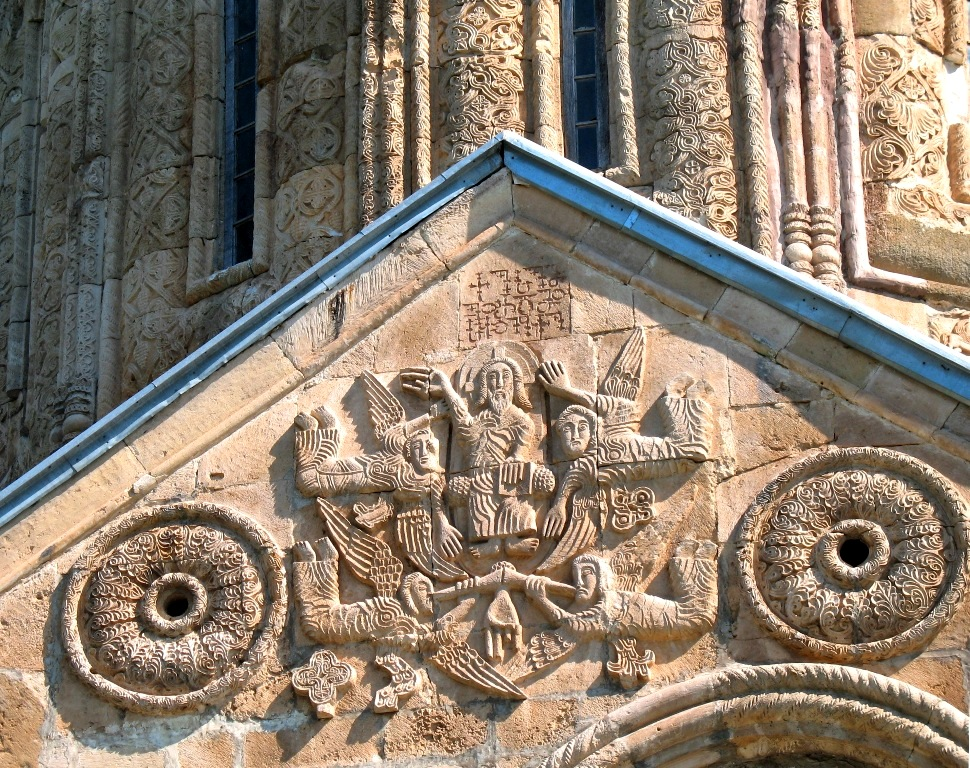
Вознесение Господне, Собор в Никорцминда, наружный рельеф

Собор Никорцминда представлен на включение в список Всемирного наследия ЮНЕСКО.